# Heliady

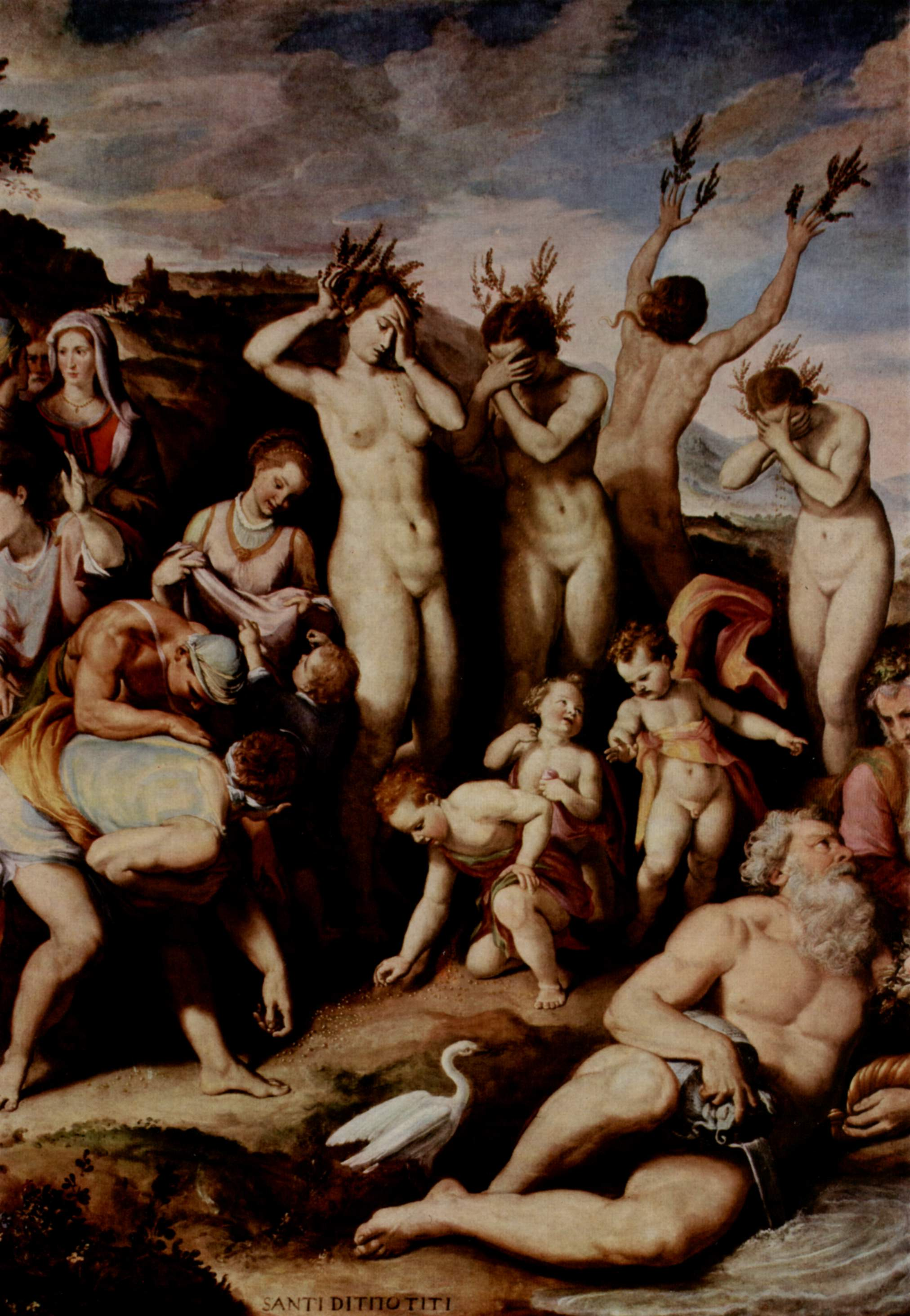
Santi di Tito, Siostry Faetona zmieniające się w topole

Heliady (gr. Ἡλιαδες trb. Hêliades; l.poj. gr. Ἡλιαδαι trb. Hêliadai) − w mitologii greckiej córki słońca, córki boga Heliosa i okeanidy Klimene, siostry Faetona.
Gdy ich młodszy brat Faeton zginął podczas przejażdżki rydwanem ojca po nieboskłonie, siostry zgromadziły się nad rzeką Eridan, do której wpadł i zaczęły opłakiwać śmierć brata. Opłakiwały i żaliły się tak żałośnie, że bogowie nie chcąc już dalej wysłuchiwać z litości zamienili je w topole. Ich łzy zamienione zostały w bryłki bursztynu.
Były to: 
- Ajgle
- Ajterie
- Astris
- Dioksippe
- Fojbe
- Helia
- Lampetia
- Merope
- Phaethusa

## W kulturze

### Literatura
- Owidiusz, Przemiany
- Ajschylos, Heliades
- Philoxenus of Cythera, Pliny, Natural History
- Apollonios z Rodos, Argonautyki
- Diodor Sycylijski, Library of History
- Strabon, Geografia
- Pauzaniasz, Wędrówki po Helladzie
- Kwintus ze Smyrny, Upadek Troi
- Filostrat III, Imagines
- Pseudo-Hyginus, Fabulae
- Waleriusz Flakkus, Argonautyki
- Publiusz Papiniusz Stacjusz, Tebaida

### Malarstwo
- Hendrik Goltzius, Przemiana Heliad w topole i Cygnusa w łabędzia, 1580
- Hans van Aachen, Upadek Faetona i przemiana Heliad oraz Cygnusa, ok. 1600
- Santi di Tito, Siostry Featona zmieniające się w topole, II poł. XVI w.